# NGC 7357
NGC 7357 је спирална галаксија у сазвежђу Пегаз која се налази на NGC листи објеката дубоког неба.
Деклинација објекта је + 30° 10' 19" а ректасцензија 22h 42m 23,9s. Привидна величина (магнитуда) објекта NGC 7357 износи 14,4 а фотографска магнитуда 15,2. NGC 7357 је још познат и под ознакама UGC 12162, MCG 5-53-11, CGCG 495-16, IRAS 22400+2954, NPM1G +29.0466, near Eta Peg, PGC 69544.